# Ninepin Bowling Classic
Le ninepin bowling classic (aussi appelé quilles classic) est une variante du jeu de quilles qui est apparue au XIXe siècle et qui se joue avec 9 quilles.
Cette pratique est inscrite à l'Inventaire du patrimoine culturel immatériel en France, depuis 2012.

## Présentation

### Origines
Ce sport est apparu à la fin du XIXe siècle. Longtemps appelé « Quilles asphalte » à cause de la nature du terrain utilisé, le ninepin bowling classic est très répandu en Europe centrale. Cette discipline a même figuré au programme des Jeux olympiques de 1936. Son développement en France s’est fait en Alsace et en Bourgogne. La multiplication des clubs a permis la création de l’Union des Clubs de Quilles de France et l’harmonisation du règlement et du matériel. Les ligues du Haut-Rhin, du Bas-Rhin et de la Bourgogne en étaient les membres.
Lors de la création de la Fédération française de sport de quilles en 1957, une section Asphalte vit naturellement le jour. De plus ce sport se verra rattaché à d’autres fédérations telles que la F.I.Q  (Fédération internationale des quilleurs) et la W.N.B.A (World ninepin bowling association NBC). L’activité sportive internationale permet à 21 pays de s’affronter lors de championnats organisés par la Fédération internationale de quilles (section nine pin).

### Règles
- Une tenue sportive est exigée en compétition. Les chaussures doivent permettre des appuis stables et équilibrés.

- Comme l’ensemble des sports de quilles, le but est d’abattre le maximum de quilles en respectant les règles établies. Chaque quille tombée a une valeur de 1 point (pas de système de bonification).

- Le jeu de base est basé sur 30 lancers qui se répartissent de la façon suivante : 15 boules en jeu plein.15 boules en déblayage.

La durée est environ de 12 minutes et un match complet est effectué en règle générale sur 120 lancers selon le type de compétition.
- Ne pas dépasser la limite de l’aire d’élan
- Ne pas déposer la boule sur le plateau de départ
- La boule ne doit pas toucher les trottoirs latéraux

### Les équipements d’accueil

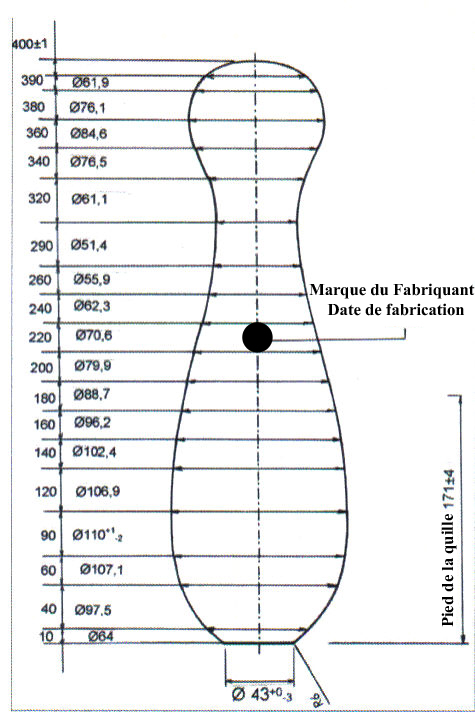
Plan des nouvelles quilles.

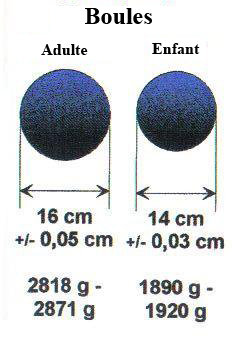
Plan des boules.

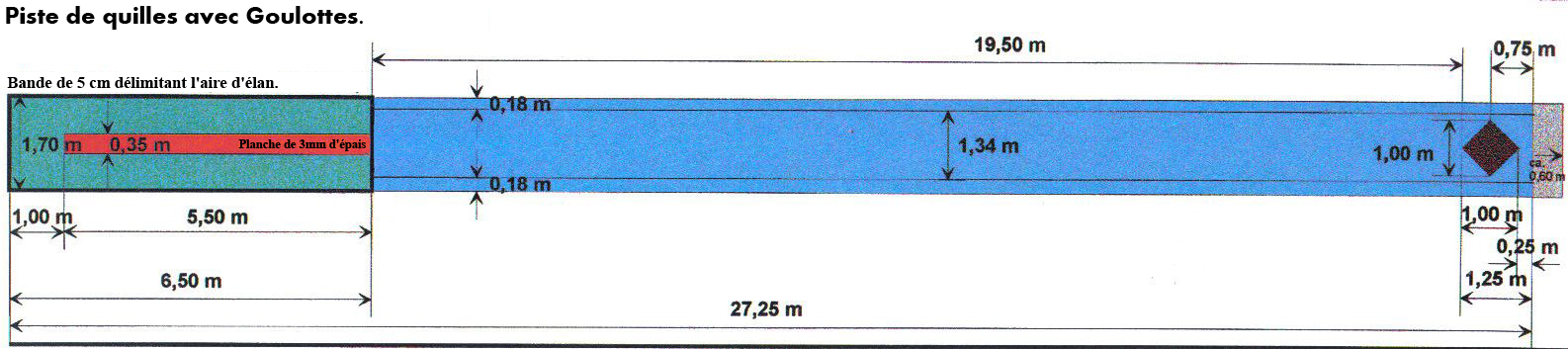
Plan des pistes avec goulottes.

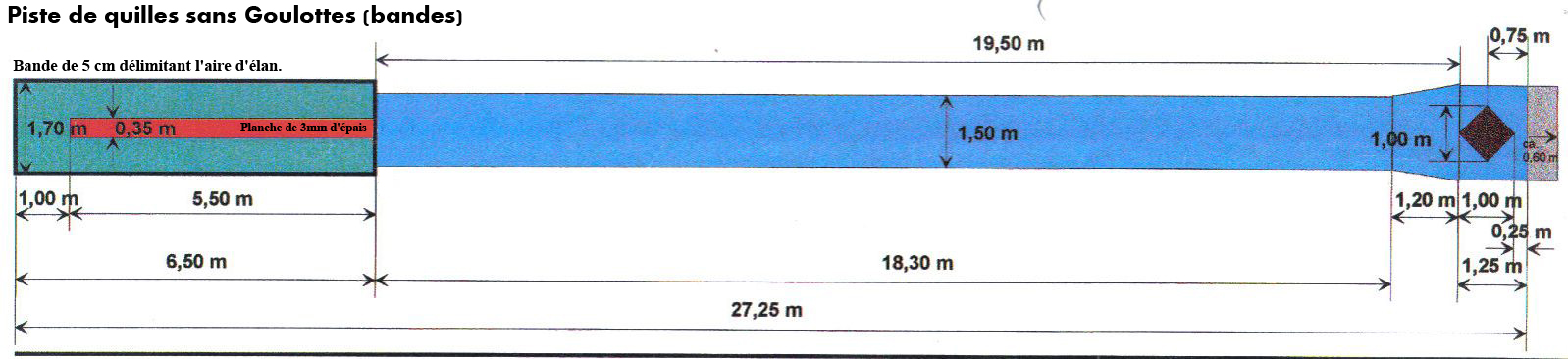
Plan des pistes avec bandes.

Les quilles : au nombre de 9, elles sont disposées en carré dont l’une des diagonales (1 m) est dans l’axe de la piste. Elles répondent aux normes suivantes : hauteur 40 cm, diamètre de 100 mm, poids de 1,75 à 1,85 kg
Relevage : Mécanisme servant à remettre en place les quilles abattues à chaque lancer de boules.
Automate : Système électronique et ordinateur nécessaires pour gérer les automatismes de relevage et de marquage des quilles (calculateur, programme de jeu, affichage des quilles, vitesse des boules, …)
La Boule : sans trou, elle est prise à pleine main. Diamètre de 16 cm pour un poids de 2,8 à 2,9 kg. Il est néanmoins possible de trouver des boules à trous si l’âge du joueur le permet (né(e) avant le 01/01/1962).

Renvoi boules : Appareil motorisé, muni d’une chaîne et de griffes servant à capter les boules en sortie de fosse de réception afin de les élever en hauteur pour les poser sur une rampe de roulement qui ramènera ces boules vers le joueur.
Retour de boules : Endroit où les boules arrivent de la rampe de roulement.
La Piste : (voir schéma) constituée tout d’abord d’une aire d’élan mesurant 6,5 m comportant un plateau de départ de 35 cm de large sur lequel la boule doit être obligatoirement posée. La piste, en asphalte ou en matière synthétique, mesure 19,5 m de long et 1,5 m de large. L’ensemble des pistes sont automatisées facilitant ainsi le déroulement des parties.

Bandes : Côtés surélevés bordant les pistes.
Goulottes : Côtés surbaissés bordant les pistes.

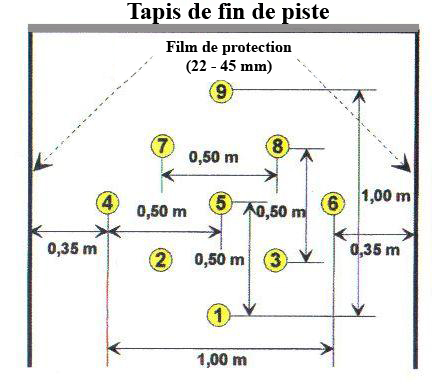
Plan du plateau de réception des quilles.

Plateau de réception : L’endroit ou les quilles se posent.
Fosse de réception : Réceptacle situé après le plateau de réception des quilles, étudié pour capter les boules lancées sans qu’elles aient la possibilité de retour sur le plateau

### Sport international
Le ninepin bowling classic ou quilles classic est un sport qui est pratiqué dans 25 pays qui sont : Allemagne, Italie, Suisse, Autriche, Hongrie, Tchéquie, Slovaquie, Pologne, Suède, Danemark, Norvège, Roumanie, Bulgarie, Slovénie, Croatie, Bosnie-Herzégovine, Monténégro, Serbie, Macédoine, Estonie, France, Brésil, Argentine, Belgique, Luxembourg.
L’Allemagne, grande nation des quilles, compte à elle seule des centaines de clubs avec environ 110 000 licenciés et plus de 1 500 000 pratiquants.

### En France
En France, l’ensemble des sports de quilles et de bowling sont regroupés au sein de la Fédération française de bowling et de sports de quilles (FFBSQ).
Les quilles classic regroupe en France environ 900 licenciés, le tout concentré sur trois départements : le Bas-Rhin avec 24 clubs comprenant 560 licenciés, le Haut-Rhin avec 5 clubs comprenant 100 licenciés, la Côte-d’Or avec 7 clubs comprenant 240 licenciés.
La France possède donc un total de 36 clubs de Quilles classic.

## Réalisation d’un match

### Déroulement
Le joueur a droit à 10 jets d’échauffement qui ne sont pas comptabilisés dans son total de quilles renversées.
Chaque joueur effectue donc 120 jets, soit 4 jeux de 30 jets contre un adversaire à ses côtés. Les joueurs du club qui reçoit débutent toujours sur une piste à numéro impair, soit la piste 1 ou la piste no 3, et terminent leur match également sur une piste à numéro impair
Pour faire un jeu, le joueur dispose de 12 minutes par jeu de 30 jets. Un match dure en théorie 48 minutes si l’on n’inclut pas les temps d’échauffement et de changement de piste. Il est donc estimé à 55 minutes le temps imparti à chaque joueur pour réaliser son match.
Pour un match à 4 joueurs par équipe et où le quillier est de 4 pistes (2 fois 2 de chaque équipe), un match dure environ 1 h 50.

### Classement des équipes/joueurs
Le classement des équipes et des joueurs s’effectue en fonction de l’âge du joueur, du nombre de joueurs, du sexe des joueurs et du mode de compétition. On trouve de ce fait, que ce soit en féminin ou en masculin, les catégories : minime, cadet, junior, sénior et vétéran. Chacune de ses catégories dispute des matchs qui ne concernent qu’elles-mêmes (comme dans tout sport).
À la suite de cela, le nombre de joueurs intervient et permet de créer diverses équipes de plusieurs joueurs. On a donc des équipes de 2, 4 et 6 joueurs, masculin ou féminin, de différentes catégories dans différents modes de compétition (départementale, régionale et nationale).
Exemples : 
| équipe masculine à 2 en départementale |
| équipe féminine à 4 en régionale       |
| équipe masculine à 6 en nationale      |
| -------------------------------------- |

### Les différentes phases de jeu
Lors du jeu, on effectue 30 jets ou lancers de boules. Un jeu en compétition se décompose en 2 parties de 15 jets, le Plein et le Déblayage.
- Le plein : 15 jets, consistant à faire tomber à chaque jet ou lancer de boule un maximum de quilles. À chaque jet ou lancer, toutes les quilles sont remises en place.

- Le déblayage : 15 autres jets, consistant à faire tomber à chaque jet ou lancer un maximum de quilles, mais à la différence du plein, les quilles abattues ne reviennent pas. Seules les quilles non abattues reviennent en place et ceci tant que la totalité du jeu (9 quilles) n’a pas été renversée. Dès que c’est le cas, la totalité du jeu redescend, il faut donc recommencer et ce jusqu’à épuisement des 15 jets.

- Comptabilisation d’un jeu : La somme des quilles abattues en 15 jets de plein et 15 jets de déblayage additionné donne le résultat d’un jeu.

### Attribution des points
Lors d’un match de ninepin bowling classic, on discerne 4 types de points : les points joueur, les points équipe, les points bonus et les points match.
- Les points joueur sont attribués, après chaque jeu, à la personne ayant réalisé le meilleur score contre son adversaire direct. Un joueur peut donc comptabiliser de 0 à 4 points à la fin du match. On ajoutera par la suite les autres points gagnés par les joueurs de la même équipe.

- Les points équipe sont attribués aux joueurs ayant obtenu plus de 2 points joueur lors d’un match. En cas d’égalité, c'est-à-dire 2 points joueur de chaque côté, le point équipe est donné aux joueurs ayant abattu le plus de quilles. Dans le cas extrême ou les deux joueurs possèdent le même nombre de points joueur et de quilles abattues, chaque joueur recevra tous deux 0,5 point. Un joueur peut donc comptabiliser de 0 à 1 point à la fin du match. On ajoutera par la suite les autres points gagnés par les joueurs de la même équipe.

- Les 2 points bonus sont attribués à l’équipe ayant abattu le plus de quilles au cours d’un match. Lors d’une égalité, chaque équipe se voit créditée de 1 point bonus.

- Les 2 points match sont attribués à l’équipe ayant les plus de points équipe (plus points bonus). En cas d’égalité, chaque équipe remportera 1 point match.

### Performances de base
Il est estimé qu'un joueur débutant peut avec 30 boules abattre environ 100 quilles (75 en plein jeu et 25 en déblayage).
Un joueur confirmé peut atteindre un score de 135 (90 en plein jeu et 45 en déblayage). Un joueur encore plus expérimenté peut prétendre à un score supérieur à 150 (100 en plein et 50 en déblayage).

## Performances physiques
La performance en Ninepin bowling classic repose sur une maîtrise gestuelle permettant au joueur de reproduire un mouvement dont les caractéristiques sont les suivantes :
- Coordination motrice

- Précision motrice

- Économie gestuelle

- Fiabilité de l'exécution motrice.

### La position de départ
Elle doit permettre de se placer parallèle à la ligne de jeu et doit donner l'équilibre nécessaire à la suite du mouvement.
- En fonction de la taille du joueur, se placer à la bonne distance.

- Le pied droit (gauche pour les gauchers) est à cheval sur la planche.

- L'écartement des pieds est égal à la largeur du bassin.

- Le poids de corps est placé sur le pied droit de façon à permettre au pied gauche d'effectuer le premier pas.

- Les épaules sont horizontales.

- La ligne des épaules, du bassin et des pieds sont parallèles.

- Le regard est dirigé vers le point de pose.

Cette position doit également permettre de positionner la boule au milieu de la planche.

### La tenue de la boule
Doit permettre d'équilibrer la boule sans avoir le bras contracté.
- La boule est tenue à pleine main
- Les doigts sont écartés, le pouce à trois heures

- La main gauche soutient la boule en dessous
- La boule est placée dans l'axe de l'épaule droite

### L'approche
Elle se décompose en trois pas plus un pas de rattrapage. Le premier pas est fait par le pied gauche pour les droitiers. L'approche doit être rythmée, droite, équilibrée, régulière et en légère accélération. Pendant cette phase, le regard du joueur est toujours sur le point de pose.

1. Le premier pas
Pied gauche
- Il doit servir à amorcer le pendule.
- Il n'est pas trop long.
- Le regard est dirigé vers le point de pose.
- Il permet de rester en équilibre au départ.
- L'amorce de ce pas est constituée par l'avancée de la boule en direction du point de pose.
- Le buste reste droit.
- Les genoux ne sont pas verrouillés.
- L'allure générale correspond à la marche normale.
- Le coude ne dépasse pas la ligne imaginaire poitrine – genoux.

2.Le deuxième pas
Pied droit.
- Il s'effectue en ligne.
- La boule monte librement vers l'arrière dans l'axe de la ligne de jeu.
- Le bras gauche, légèrement écarté du corps sert à équilibrer le mouvement.
- Le buste s'incline progressivement.
- Les genoux amorcent la flexion en se fléchissant.
- Les épaules restent perpendiculaires au plan du balancier.
- Le regard reste sur le point de pose.

3. Le troisième pas
Pied gauche
- Ce pas s'effectue toujours en ligne
- Le buste continue sa flexion
- Les jambes se fléchissent
- Les épaules sont toujours faces aux quilles
- Le bras est tendu vers l'avant
- Le regard est toujours sur le repère

### La position d'équilibre au moment du lâcher
- Le pied d'appui est à gauche du centre de gravité
- La jambe d'appui est fléchie- Le buste est fléchi
- La ligne d'épaule est parallèle à la ligne de jeu
- La boule est posée sur le point visé
- Le bras est suffisamment relâché
- La position est stable et équilibrée
- La jambe arrière est ramenée
- Le bras libre équilibre
- Le joueur est toujours en mouvement

### Le lâcher
Le lâcher s’effectue à la fin du troisième pas en ayant la main derrière la boule (pouce à 3 heures). Le joueur doit pouvoir voir sa boule et sa main (paume dirigée vers les quilles).

### L'accompagnement
C'est l'action qui consiste à donner de l'amplitude à son balancier pour ne pas l'arrêter au moment de la pose. Le bras relâché, il permet de bien poser la boule sur le point de visé et ainsi regarder le trajet de sa boule.

### Le quatrième pas et le retour
S’effectuant grâce au pied droit, le quatrième pas permet de s’arrêter et de s’équilibrer. La position d’arrêt se fait sur la planche, le buste droit. La position actuelle permet aussi de vérifier le nombre de quilles abattues. Vient ensuite le retour, dos aux quilles, qui permet de récupérer de l’effort fourni et de prendre une nouvelle boule pour recommencer toutes les étapes vue précédemment.

## Galerie

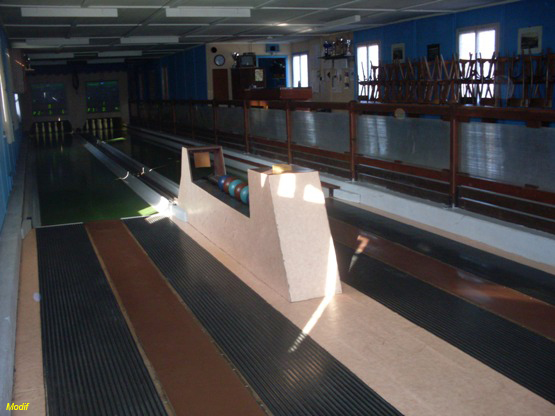
Club de Foncegrive.
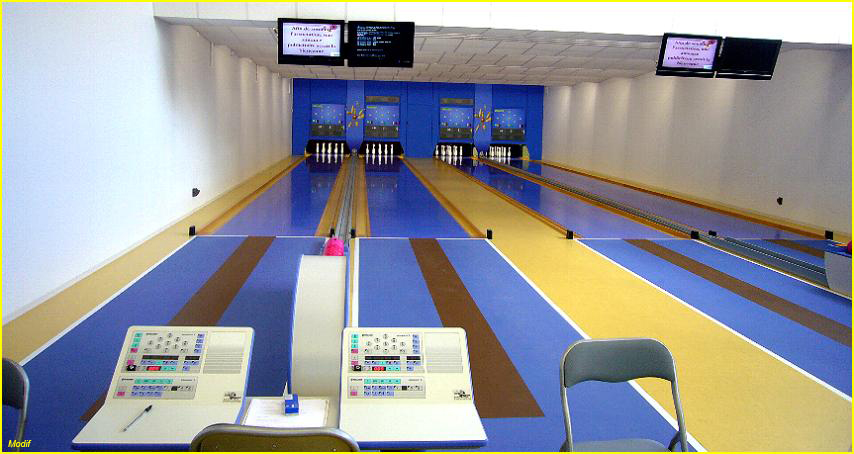
Club d'Is sur Tille.
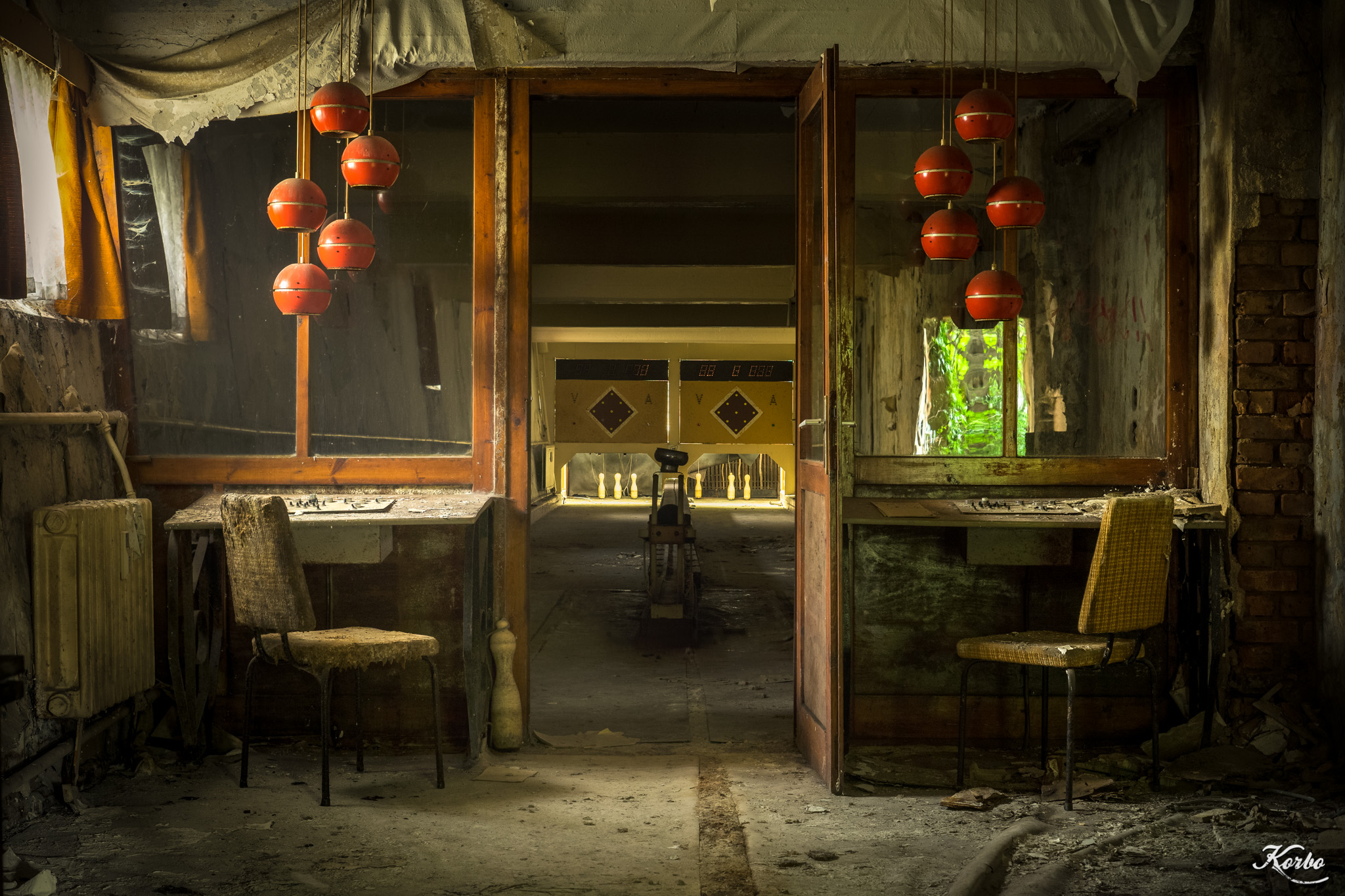
Kegelbahn en RDA
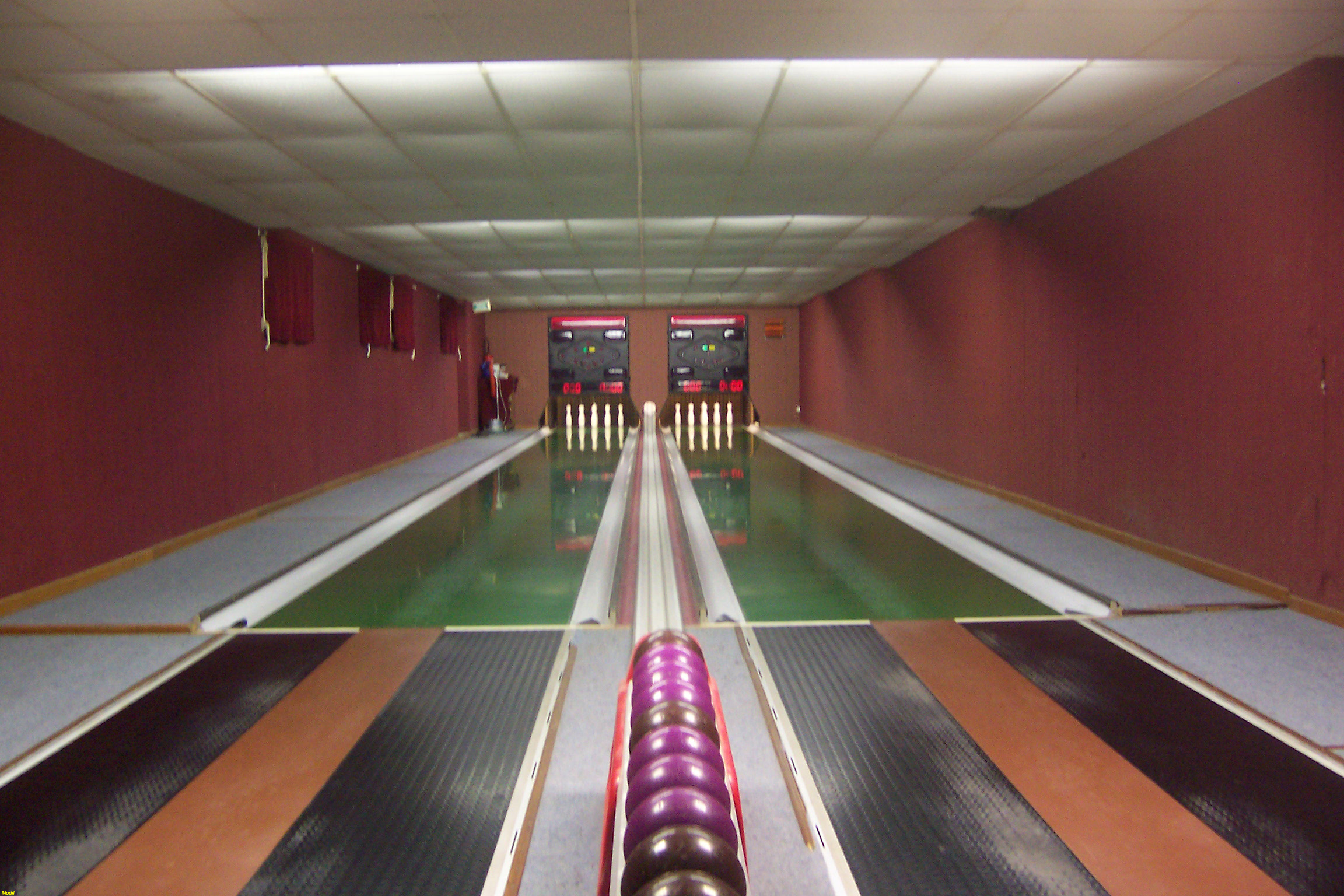
Club de Vernois les Vesvres.
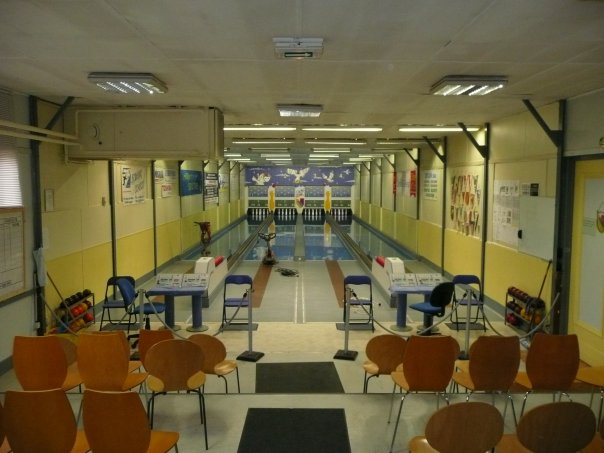
Club de Dijon.
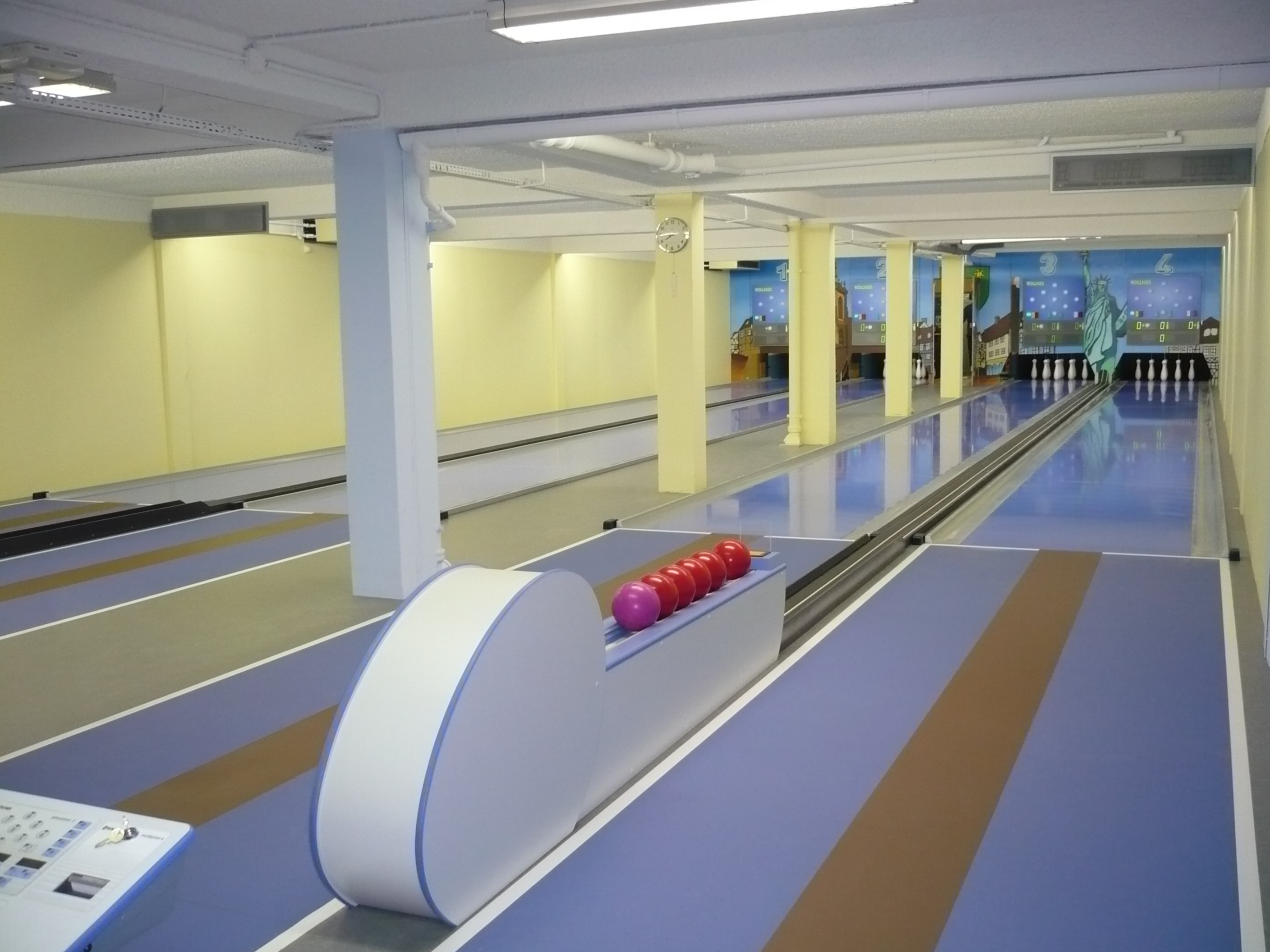
Club de Colmar.
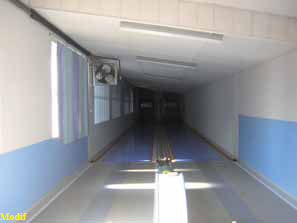
Club de Kaysersberg.
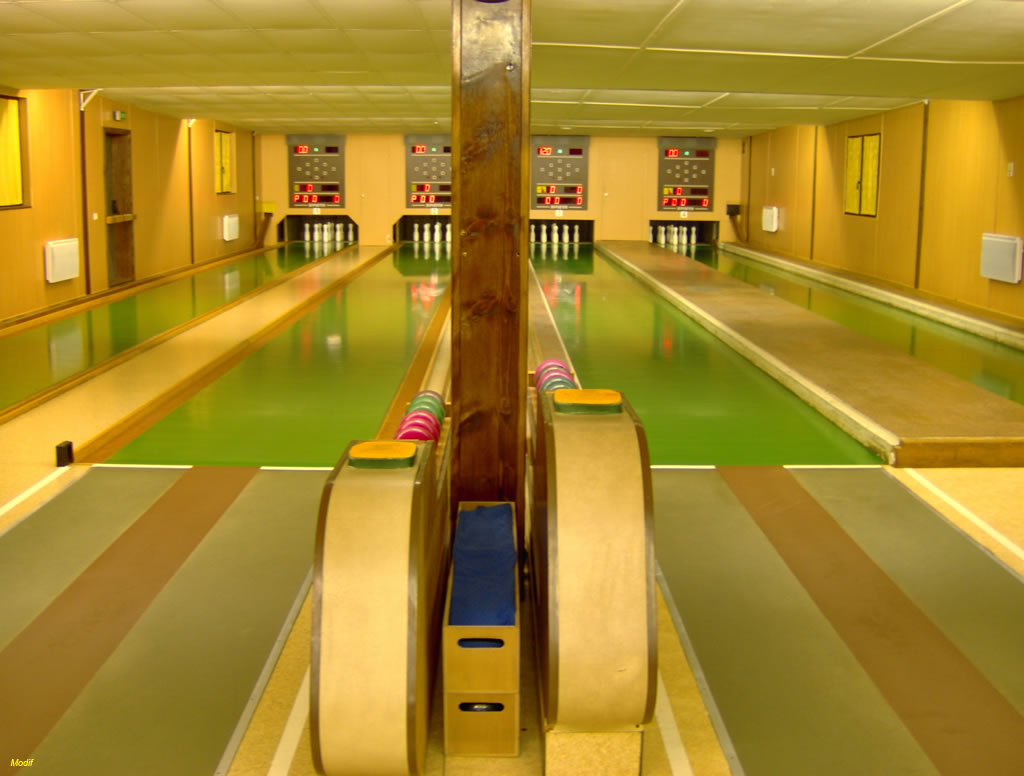
Club des Egoutiers Strasbourg.
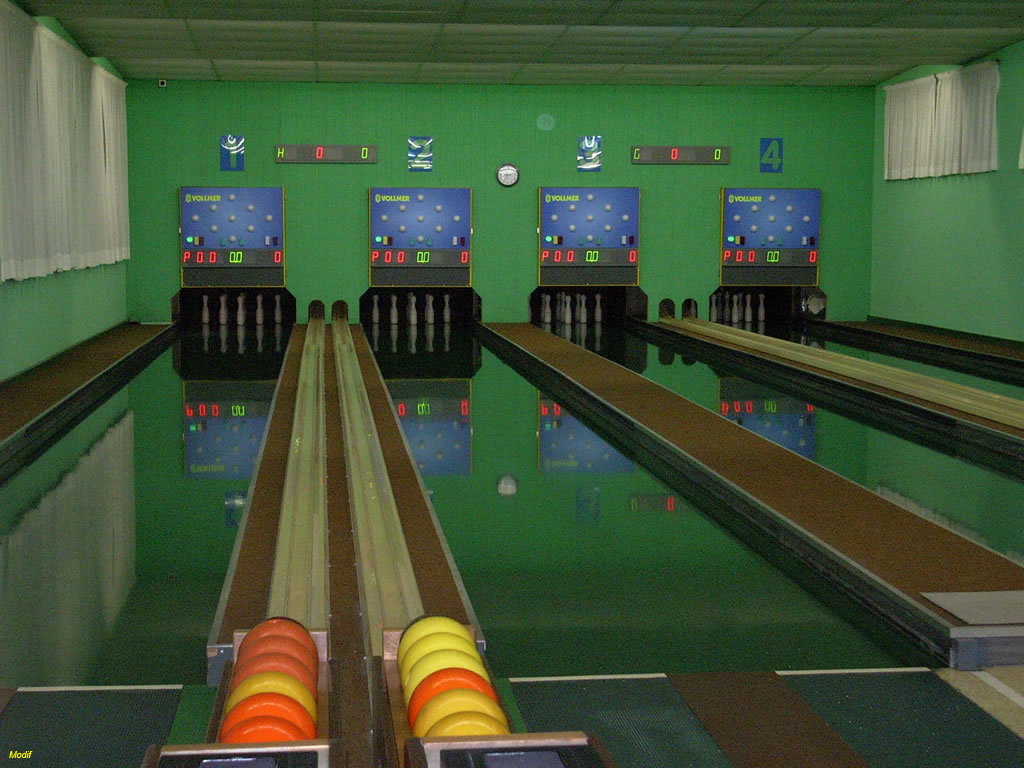
Club Charles Frey Strasbourg.
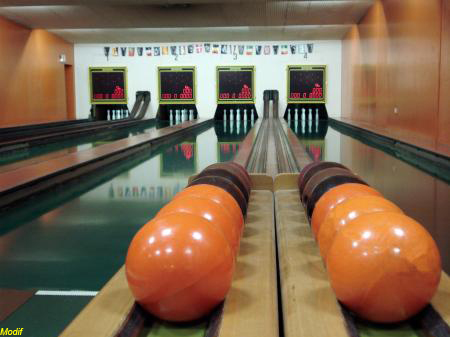
Club de l'ASPTT.
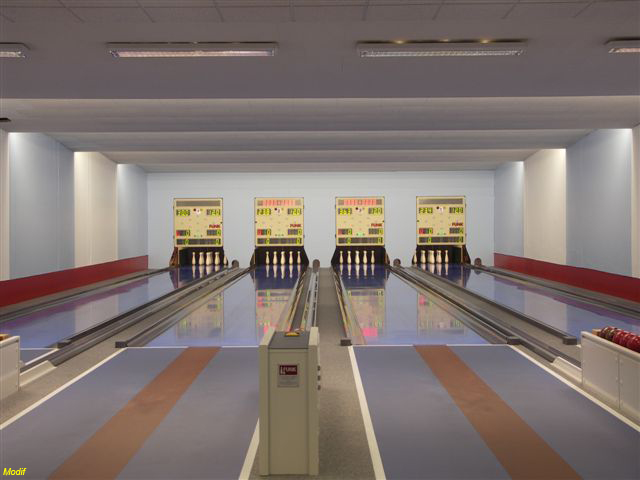
Club du RCS Strasbourg.
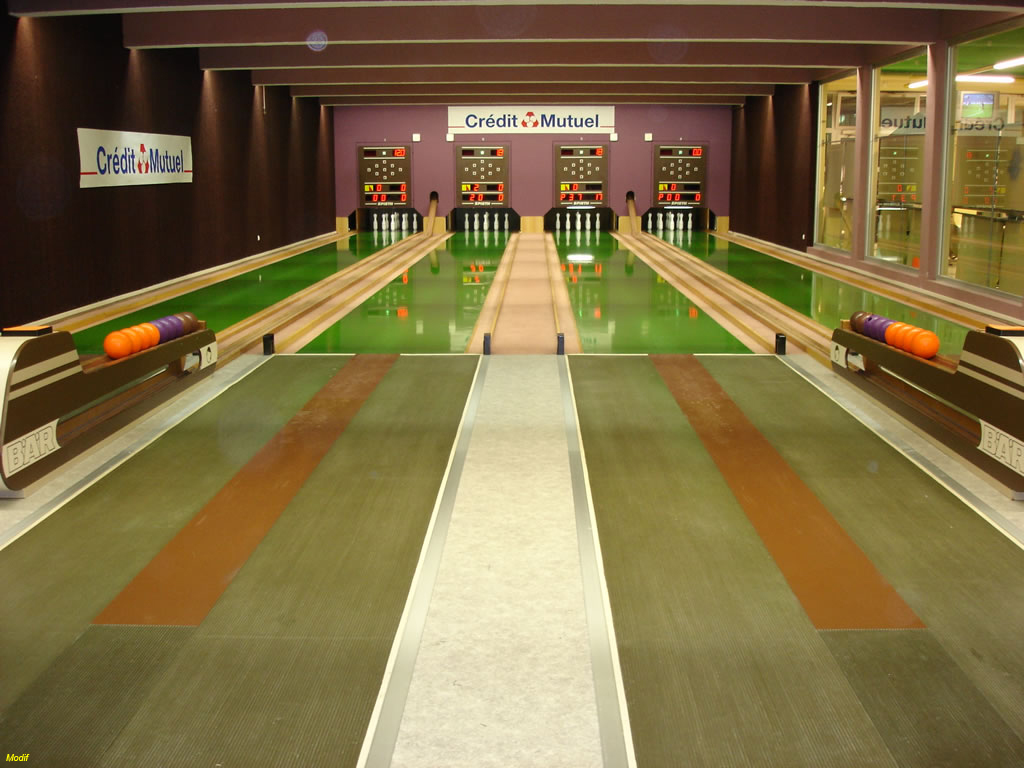
Club Robertsau Strasbourg.
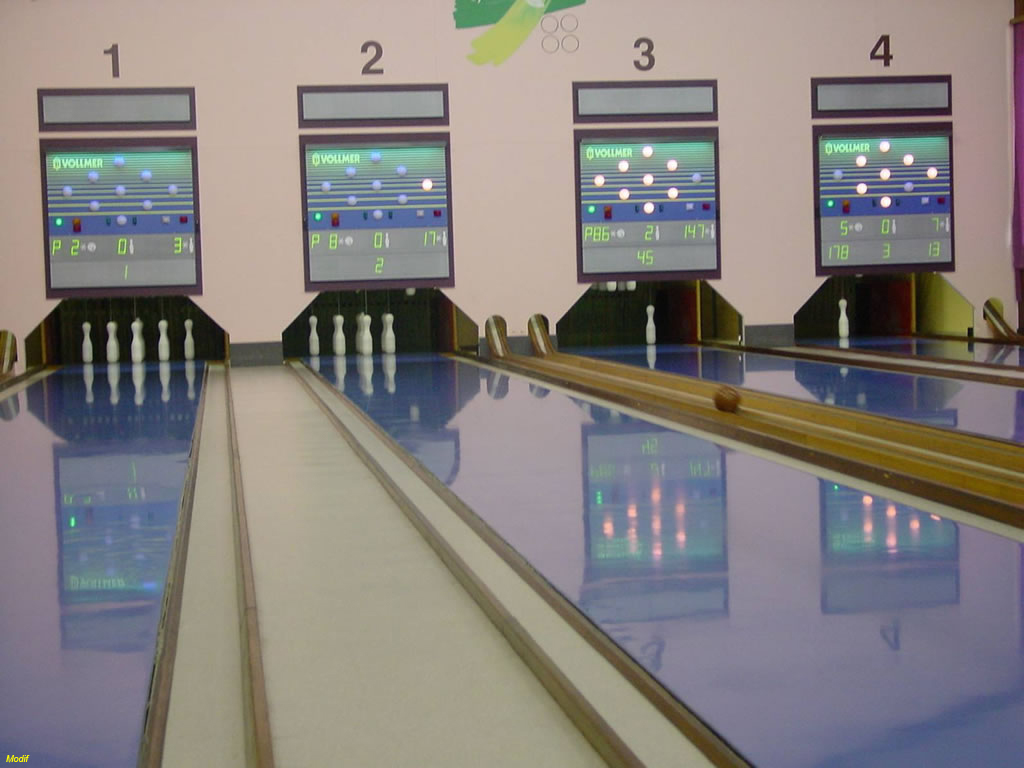
Club du Val de Moder.
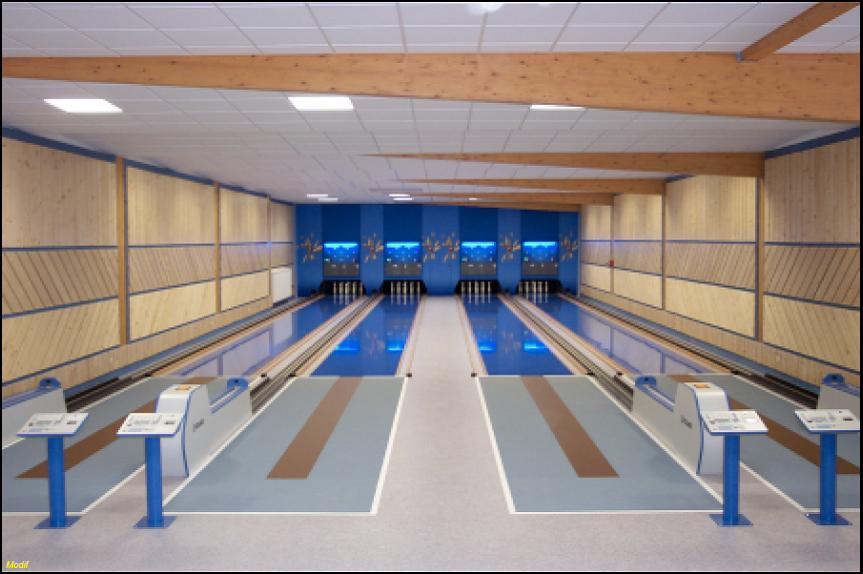
Club de Seltz.
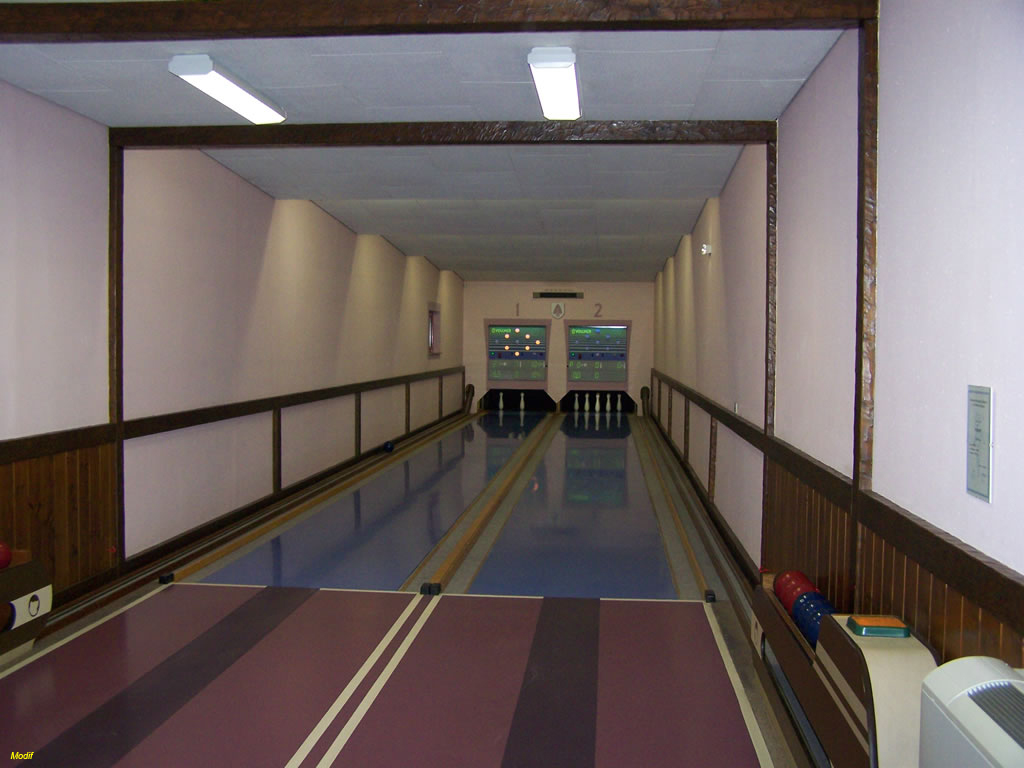
Club de Beinhein.
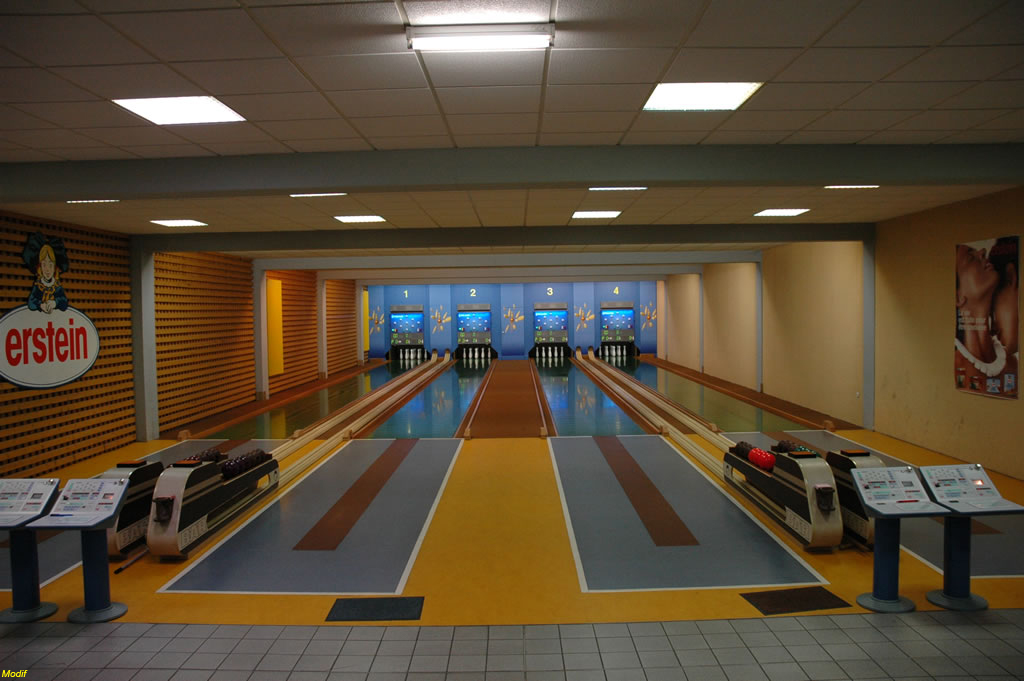
Club de Erstein.